# Quinteto para piano (Turina)

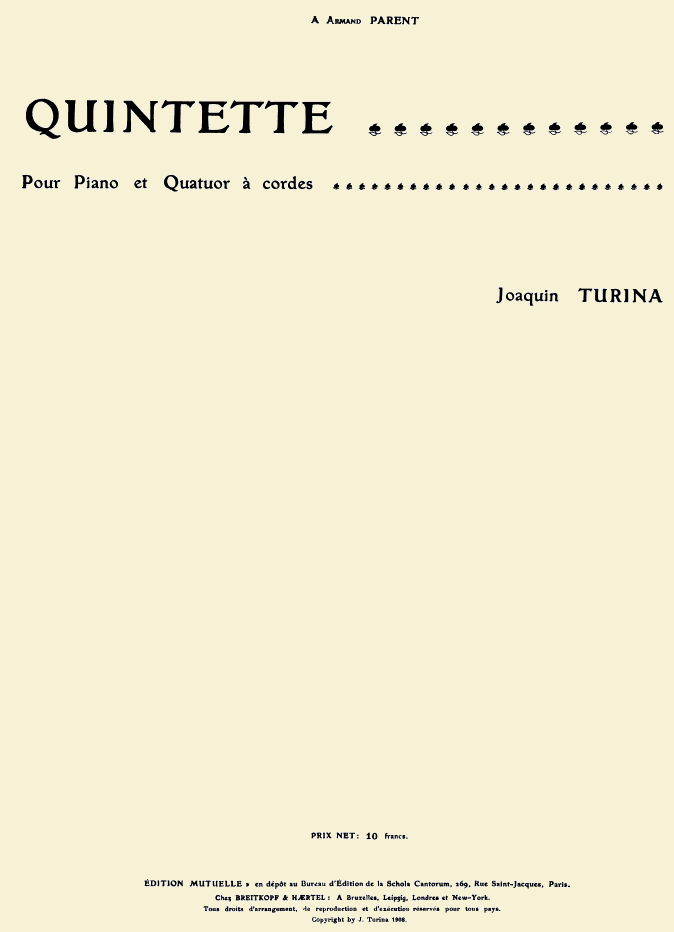
Partitura del Quinteto Op.1

El Quinteto para piano en sol menor, Op. 1 de Joaquín Turina fue compuesto en 1907, a la edad de 24, mientras estudiaba en la Schola Cantorum de París con Vincent d''Indy, y fue su primera composición publicada. Se estrenó el 6 de mayo de ese año en la Sala Eólica por el Cuarteto Parent, a cuyo líder, Armand Parent, estaba dedicado, mientras que el estreno en España tuvo lugar el 22 de septiembre en Sevilla. Diez días más tarde, el quinteto fue galardonado con un premio en el Salon d'Automne por un jurado compuesto por Bourgault-Ducoudray, Bruneau, Fauré, d'Indy, Magnard, Maus, Parent, y Pierné.
La composición, que tiene una duración de unos 30 minutos, se incardina dentro de la tradición franckiana. Consta de cuatro movimientos que no siguen estrictamente el tradicional esquema de sonata puesto que Turina fusiona el scherzo y el movimiento lento y precede a la sonata-allegro con una lenta fuga. Los movimientos tienen indicaciones en español, francés e italiano:
1. Fuga lenta
2. Animé
3. Andante — Scherzo
4. Final

Turina no fomentó que el quinteto se interpretara al final de su carrera ya que la consideraba una obra impersonal. Fue recuperada en 1982, centenario del nacimiento del compositor.